# 利瓦季亚山
利瓦季亚山（俄语：Ливадииская Гора）或皮丹山是利瓦季亚山脉的一山，处什科托沃区和游击队区交界线上，海拔1,332米。该山也是边疆区内最受欢迎的山。1972年更为现名，惟当地人仍常称该山为皮丹山。